# ТЕС Аннаба
ТЕС Аннаба — теплова електростанція на північному сході Алжиру, розташована у портовій зоні Аннаби.
Електростанція в Аннабі стала однією з перших в країні (поряд зі столичними ТЕС Хамма та ТЕС Алжир-Порт). Ще у 1910-х роках тут ввели розраховані на використання вугілля потужності з показником 58 МВт (другий після тільки що згадної Хамма). 
В 1951-му у портовій зоні Аннаби ввели в дію розраховані на використання мазуту дві парові турбіни потужністю по 27 МВт 
За два десятиліття майданчик суттєво підсилили:
- в 1972-му ввели блок №4, який мав паровий котел Babcock-Wilcox продуктивністю 245 тон пари на годину, турбіну італійської компанії Ansaldo потужністю 75 МВт та генератор від Asgen;
- 1973-му став до ладу блок №3, який отримав обладнання радянського виробництва — паровий котел продуктивністю 230 тон пари на годину, турбіну від Ленінградського металічного заводу типу K50-90-4 потужністю 55 МВт та генератор типу TB-60-2T.
В 1997-му майданчик підсилили трьома встановленими на роботу у відкритому циклі газовими турбінами виробництва Asea потужністю по 15 МВт, що прибули з ТЕС Адрар. В середині 2000-х їх демонтували та відправили назад на ТЕС Адрар, натомість на їх місці змонтували дві нові газові турбіни від General Electric потужністю по 40 МВт, які стали до ладу в 2009-му.
Що стосується парових турбін, то станом на 2002-й за ТЕС Аннаба рахувались лише блоки №3 та №4, а не пізніше 2017-го їх демонтували. 
Наразі станція використовує природний газ, який з 1982-го подали до регіону по трубопроводу Рамдан-Джамаль – Аннаба.